# Höghult södra
Höghult södra är ett naturreservat i Vetlanda kommun i Jönköpings län.
Området är naturskyddat sedan 2016 och är 14 hektar stort och ligger i anslutning till reservatet Höghult. Reservatet består av äldre talldominerad barrblandskog med inslag av lövträd.